# FDDI
Fiber Distributed Data Interface (FDDI) omogućava prijenos od 100 Mbit/s i optički je standard prijenos podataka na lokanoj mreži koja se može proteći do 200 km. Iako je topologija FDDI-a zasnovana na prestenatoj žetonskoj mreži, FDDI ne koristi IEEE 802.5 token ring protokol kao svoju osnovu; FDDI protokol je derivacija IEEE 802.4 token bus sinkroniziranog žetonskog protokola.

### Podatkovni/naredbovni okvir
| SD     | AC     | FC     | DA      | SA      | PDU iz LLC (IEEE 802.2) | CRC     | ED     | FS     |
| ------ | ------ | ------ | ------- | ------- | ----------------------- | ------- | ------ | ------ |
| 8 bita | 8 bita | 8 bita | 48 bita | 48 bita | do 18200x8 bita         | 32 bita | 8 bita | 8 bita |